# Endromopoda lithocolletidis
Endromopoda lithocolletidis är en stekelart som först beskrevs av William Harris Ashmead 1890.  Endromopoda lithocolletidis ingår i släktet Endromopoda och familjen brokparasitsteklar. Inga underarter finns listade i Catalogue of Life.